# 金斯伯里站
金斯伯里站（英語：Kingsbury tube station）是倫敦地鐵的一個車站，位於英格蘭倫敦西北部布倫特區，開通於1932年12月10日。金斯伯里站是朱比利線的車站，位於倫敦第4收費區。